# 善恵寺
善恵寺（ぜんねじ）は、岐阜県八百津町にある西山浄土宗の寺院。宗祖西山国師証空による開創で、その房号善恵に因んでいる。西山国師遺跡霊場第五番札所。

## 歴史
貞応2年（1223年）、法然の嫡弟の証空(善恵)が、関東への巡錫の途次に開山し善恵寺と号した。
享徳元年（1452年）、美濃守護の土岐成頼と守護代の斎藤妙椿により七堂伽藍と塔頭を八坊建立して再興した。
特に斎藤妙椿は、支院持是院を構え持是院妙椿を名乗るなど手厚く保護した。
文明4年(1472年)10月14日、土御門天皇より勅願寺住持代々着香衣の綸旨を賜った。
斎藤妙椿は、西は高橋、東は谷、南は大道、北はこの末までを寺領として寄進し、尾張の曼陀羅寺の泉栄と連署状を両寺の僧徒に授け、協力して法門の紹隆を図った。
室町時代には斎藤妙椿や土岐家とのつながりもあり、後花園天皇の勅願寺となり、西山嫡流の額を賜うなどして繁栄した。
永禄年間(1558～1570年)、火災によって殿堂を悉く焼失した。その後、本坊をはじめ塔頭八坊が再建された。
天正18年（1590年）、和知城主となって当地の領主となった稲葉方通は、
寛永11年(1634年)、黒瀬裏にあった大仙寺を善恵寺が所有していた土地の中に移した。
寛文5年(1665年)、稲葉良通は、善恵寺が所有していた田畑山林等の過半を取り上げて、善恵寺の鎮守の神明社ならびに社僧持の社領共に、村方百姓に分け与え、残りは大仙寺に寄付した。そのため十七世の呑貞が入寂した後は、一時期住持が欠けた状態となった。
そこで十八世の貞山は、稲葉氏に寺領を交渉し、また尾張藩の寺社奉行と幕府の寺社奉行に訴訟したが解決しなかった。
貞享年間(1684～1688年)、十九世の泰忍の代には、塔頭の修理も充分に出来ず、僅かに寿正院のみを漸く維持して寺格を保った。
元禄8年(1689年)、尾張藩主の徳川綱誠より、寺領として21石1斗5升が寄進された。
現在の伽藍は明治時代のもので、正徳・享保の頃に檀家から寄進された石臼470個が参道を境内に敷かれているため、石臼寺の別称がある。

## 文化財
岐阜県指定の文化財として阿弥陀来迎図を所蔵するほか、八百津町指定の文化財として一条兼良の書跡や斎藤妙椿の書状などを所蔵する。